# Finlande aux Jeux olympiques d'hiver de 1964
La Finlande participe aux Jeux olympiques d'hiver de 1964, organisés à Innsbruck en Autriche. Ce pays participe aux Jeux olympiques d'hiver pour la neuvième fois après sa présence à toutes les éditions précédentes. La délégation finlandaise, formée de 51 athlètes (45 hommes et 6 femmes), remporte dix médailles (trois d'or, quatre d'argent et trois de bronze) et se classe au quatrième rang du tableau des médailles.

## Médaillés
| Médaille                            | Nom                                                       | Discipline          | Épreuve                         |
| ----------------------------------- | --------------------------------------------------------- | ------------------- | ------------------------------- |
| Médaille d'or, Jeux olympiques      | Eero Mäntyranta                                           | Ski de fond         | 15 kilomètres hommes            |
| Médaille d'or, Jeux olympiques      | Eero Mäntyranta                                           | Ski de fond         | 30 kilomètres hommes            |
| Médaille d'or, Jeux olympiques      | Veikko Kankkonen                                          | Saut à ski          | Tremplin normal hommes          |
| Médaille d'argent, Jeux olympiques  | Väinö Huhtala Kalevi Laurila Eero Mäntyranta Arto Tiainen | Ski de fond         | Relais hommes 4 × 10 kilomètres |
| Médaille d'argent, Jeux olympiques  | Mirja Lehtonen                                            | Ski de fond         | 5 kilomètres femmes             |
| Médaille d'argent, Jeux olympiques  | Veikko Kankkonen                                          | Saut à ski          | Grand tremplin hommes           |
| Médaille d'argent, Jeux olympiques  | Kaija Mustonen                                            | Patinage de vitesse | 1 500 mètres hommes             |
| Médaille de bronze, Jeux olympiques | Arto Tiainen                                              | Ski de fond         | 50 kilomètres hommes            |
| Médaille de bronze, Jeux olympiques | Mirja Lehtonen Senja Pusula Toini Pöysti                  | Ski de fond         | Relais femmes 3 × 5 kilomètres  |
| Médaille de bronze, Jeux olympiques | Kaija Mustonen                                            | Patinage de vitesse | 1 000 mètres femmes             |